# Preußen Lengerich
Preußen Lengerich (vollständiger Name: Sport-Club Preußen 06 Lengerich/Westf. e. V.) ist ein Sportverein aus Lengerich. Zwischen 1999 und 2002 gehörte der Verein der damals viertklassigen Oberliga Westfalen an.

## Geschichte
Der Verein wurde im Jahre 1906 als FC Hohenzollern Lengerich gegründet. Zwei Jahre später folgte die Umbenennung in FC Preußen 06 Lengerich. Anfang 1919 erfolgte die nächste Umbenennung in VfR Lengerich. Im Jahre 1926 spaltete sich der SV Rot-Weiß Lengerich ab, der sich 1933 allerdings wieder dem VfR anschloss. 1939 fusionierte der VfR mit dem TV 1879 Lengerich zum VfL Lengerich und spielte fortan mit Vereinen aus der Region Osnabrück. Nach dem Ende des Zweiten Weltkrieges änderte der VfL seinen Namen in TuS Lengerich und kehrte in den westfälischen Fußball zurück.
Der TuS Lengerich spielte in der Saison 1947/48 in der damals zweitklassigen Landesliga, musste aber absteigen. Seit 1954 trägt der Verein seinen heutigen Namen und schaffte 1955 den Wiederaufstieg in die nunmehr drittklassige Landesliga, der man mit Unterbrechungen insgesamt neun Jahre angehörte. Nachdem die Mannschaft 1977 in die Kreisklasse abgestiegen war, ging es ab 1980 wieder nach oben. 1984 erreichten die Preußen die Landesliga, 1990 die Verbandsliga und 1999 gar die Oberliga Westfalen.
Gleich in der ersten Oberligasaison erreichten die Preußen um Torjäger Marcus Fischer mit Platz 13 ihre beste Oberligaplatzierung. In der Saison 2001/02 stieg die Mannschaft als Drittletzter wieder ab. Zwei Jahre später folgte, auch aufgrund finanzieller Probleme, der Abstieg aus der Verbandsliga. Der Verein zog seine Mannschaft zurück und begann in der Bezirksliga einen Neuanfang. Im Jahre 2011 stiegen die Preußen in die Kreisliga A Tecklenburg ab und schafften drei Jahre später den Wiederaufstieg.
2015 stiegen die Preußen in die Landesliga auf und mussten drei Jahre später wieder absteigen, bevor die Mannschaft 2019 in die Kreisliga A durchgereicht wurde.

## Persönlichkeiten
- Michael Bürgel
- Marcus Fischer
- Friedhelm Holtgrave